# Karin Magdalena Bergquist
Karin Magdalena Bergquist von Mirbach (* 16. Juli 1899 in Skara; † 1976 in Stockholm) war eine schwedische Schriftstellerin.

## Leben
Bergquist war die Tochter von Bankdirektor Conrad Bergquist und Anna Gadde und besuchte die Mädchenschule in Skara. Nach der Heirat mit dem österreichischen Grafen Friedrich von Mirbach ließ sie sich in Stockholm nieder. Sie unternahm Studienreisen nach Deutschland, Frankreich, die Schweiz, Italien und andere Länder. Bergquist war Vorsitzende der Schwedischen Schriftstellervereinigung.
Sie schrieb Romane, Märchen, Novellen, Gedichtsammlungen und Kantaten, die, wie auch einige Gedichte, von beispielsweise Ivar Widéen und Jacob Nyvall vertont wurden.

## Werke (Auswahl)
- Die Scholle bindet. 1934.
- Bauernbursch und Königskind. 1938.
- Der Stein im Weihnachtsbrot. 1953.
- Gedichte. 1963.
- Nordische Blüten.
- Sol och sorg.
- Det var en gång en konung.
- P. A. Molanders egen grevinna.
- Ro och oro.
- Vågen, vinden och prinsessan.
- Trollet som lekte kejsare.